# Stoke and Hurleston
Stoke and Hurleston är en civil parish i distriktet Cheshire East, i grevskapet Cheshire, i England. Civil parish är belägen 9 km från Crewe. Det inkluderar Barbridge. Civil parishen inrättades den 1 april 2023.